# Miltochrista phaeodonta
Miltochrista phaeodonta är en fjärilsart som beskrevs av George Francis Hampson 1911. Miltochrista phaeodonta ingår i släktet Miltochrista och familjen björnspinnare. Inga underarter finns listade i Catalogue of Life.